# پورن چند جوشی
پورن چند جوشی (هندی: पूरन चन्द जोशी, انگلیسی: Puran Chand Joshi; زاده ۱۴ آوریل ۱۹۰۷ – درگذشته ۹ نوامبر ۱۹۸۰) یکی از رهبران اولیهٔ جنبش کمونیستی در هندوستان بود. او دبیرکلی حزب کمونیست هند را در سال‌های ۱۹۳۵ تا ۱۹۴۷ بر عهده داشت.

## سال‌های اولیه

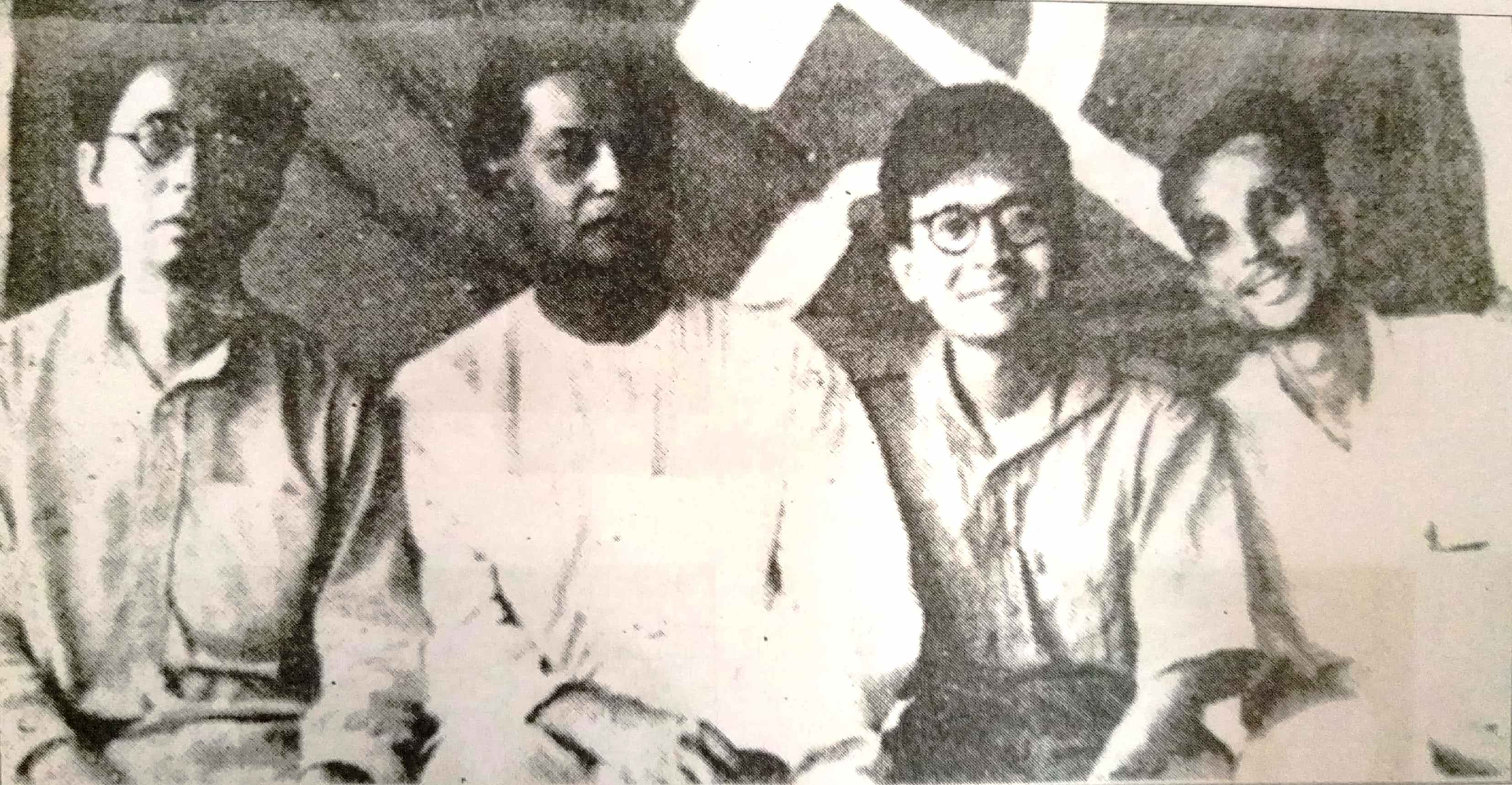
از چپ به راست: مظفر احمد، بنکیم موکهرجی، پورن چند جوشی، سومنات لاهری؛ کلکته، ۱۹۳۷.

جوشی در ۱۴ آوریل ۱۹۰۷ در یک خانوادهٔ کومائونی هندو در شهر المورا در اوتاراکند به دنیا آمد. پدرش به نام هاریناندان جوشی معلم بود. او در سال ۱۹۲۸ از دانشگاه الله‌آباد با درجهٔ کارشناسی ارشد دانش‌آموخته شد. او پس از مدتی به دبیر کلی حزب کارگران و دهقانان اوتار پرادش رسید که در اکتبر ۱۹۲۸ در میروت تأسیس شده بود. در سال ۱۹۲۹ در ۲۲ سالگی از طرف حکومت بریتانیا به عنوان یکی از مظنونان پرونده توطئه میروت دستگیر شد. چند تن دیگر از رهبران اولیهٔ جنبش کمونیستی هند همچون شوکت عثمانی، مظفر احمد، شریپاد آمریت دانگه و گ. و. گاتی نیز در این ماجرا دستگیر شدند.
جوشی به نقل مکان به جزایر آندامان و شش سال اقامت اجباری در آنجا محکوم شد، اما این حکم بعداً به سبب سن کم او به سه سال کاهش یافت. پس از آزادی در سال ۱۹۳۳، جوشی در راستای تشکیل چندین گروه تحت عنوان حزب کمونیست هند دست به فعالیت زد. حزب کمونیست هند در سال ۱۹۳۴ به عنوان عضو کمینترن پذیرفته شد.

## دبیرکلی حزب کمونیست هند
پس از دستگیری سومنات لاهری دبیرکل وقت حزب کمونیست هند، جوشی به عنوان دبیرکل جدید حزب برگزیده شد و در فاصلهٔ سال‌های ۱۹۳۵ تا ۱۹۴۷ در این سمت بود. جنبش چپ در آن سال‌ها به‌طور پیوسته در حال رشد بود و حکومت بریتانیا طی سال‌های ۱۹۳۴ تا ۱۹۳۸ فعالیت‌های کمونیستی را ممنوع اعلام کرد. در فوریهٔ ۱۹۳۸ وقتی حزب کمونیست هند انتشار نخستین ارگان رسمی قانونی اش را در بمبئی با عنوان جبههٔ ملی آغاز کرد، جوشی به عنوان سردبیر آن انتخاب شد. راج بریتانیا در سال ۱۹۳۹ بار دیگر حزب کمونیست هند را به دلیل موضع ضد جنگ اولیه اش غیرقانونی اعلام کرد. وقتی در ۱۹۴۱ آلمان نازی به شوروی حمله کرد، حزب کمونیست هند اعلام کرد که طبیعت جنگ اکنون به جنگ خلق علیه فاشیسم تغییر یافته‌است.

## اخراج و اعادهٔ حیثیت
پس از تقسیم هند، حزب کمونیست هند در دومین کنگره اش در کلکته برنامه ای برای مسلح شدن ارائه کرد. جوشی از اتحاد با کنگرهٔ ملی هند به رهبری جواهر لعل نهرو پشتیبانی کرد. او در سال ۱۹۴۸ به سختی به انتقاد از کنگرهٔ کلکتهٔ حزب کمونیست هند برخاست و از دبیرکلی کنار گذاشته شد. متعاقباً عضویت او در حزب از ۲۷ ژانویهٔ ۱۹۴۹ به حالت تعلیق درآمد و در دسامبر همان سال از حزب اخراج شد، اما از ۱ ژوئن ۱۹۵۱ بار دیگر در حزب پذیرفته شد. او به تدریج کنار گذاشته شد، اما بعداً با انتصابش به سردبیری هفته نامهٔ حزب با عنوان عصر جدید مورد اعادهٔ حیثیت قرار گرفت. جوشی پس از بروز انشعاب در حزب کمونیست هند همچنان عضو این حزب ماند. اگرچه او در هفتمین کنگرهٔ حزب کمونیست هند در سال ۱۹۶۴ ارائه دهندهٔ راهبرد این حزب بود، اما دیگر هرگز به صورت مستقیم در رهبری حزب قرار نگرفت.

## روزهای آخر
پورن چند جوشی در آخرین روزهای عمرش به فعالیت پژوهشی و کار انتشاراتی در دانشگاه جواهر لعل نهرو می‌پرداخت و تلاش می‌کرد تا آرشیو جنبش کمونیستی هند را تأسیس کند.

## زندگی شخصی
پورن چند جوشی در سال ۱۹۴۳ با کالپانا داتا (۱۹۱۳–۱۹۹۵) انقلابی هندی ازدواج کرد که در عملیات مسلحانهٔ چیتاگونگ شرکت داشت. آن‌ها دو فرزند پسر به نام‌های چاند و سوراج به دنیا آوردند. چاند جوشی (۱۹۴۶–۲۰۰۰) روزنامه‌نگار سرشناسی شد که برای هندوستان تایمز کار می‌کرد. او همچنین به خاطر کتابش با عنوان بیندرانوال: اسطوره و واقعیت (۱۹۸۵) به شهرت رسید. همسر دوم چاند با نام مانینی چاترجی نیز روزنامه‌نگار بود که برای تلگراف کار می‌کرد. مانینی چاترجی همچنین نویسندهٔ کتابی با عنوان عمل کن و بمیر: خیزش چاتاگونگ ۱۹۳۴–۱۹۳۰ است که در سال ۱۹۹۹ منتشر شد و به عملیات مسلحانهٔ چیتاگونگ می‌پردازد.